# Вилегодское сельское поселение
Вилегодское сельское поселение или муниципальное образование «Вилегодское» — упразднённое муниципальное образование со статусом сельского поселения в Вилегодском муниципальном районе Архангельской области.
Соответствовало административно-территориальной единице в Вилегодском районе — Вилегодский сельсовет.
Административный центр — село Вилегодск.
30 сентября 2020 года упразднено в связи с преобразованием Вилегодского муниципального района в муниципальный округ, все сельские поселения упразднены..

## География
Вилегодское сельское поселение находилось в центре Вилегодского района, на юге Вилегодское сельское поселение граничило с Павловским сельским поселением, на западе — с Ильинским сельским поселением и с Никольским сельским поселением. Крупнейшая река, протекающая по территории поселения, — Виледь (приток Вычегды), Вохта.

## История
В 1918  году в Сольвычегодском уезде образование Вилегодской волости (с.о Пригодинское, с.о. Саминское), которая послужила основой для будущего Вилегодского сельсовета.
6 июня 1924 года был образован Вилегодский сельсовет.
На 1939 год в Вилегодский сельсовет входят: село Богоявленское (переименовано в Вилегодск в 1940-е), деревни: Васютино,  Гришинская, Долгий Осинник, Дресвянка, Клубоковская, Клубоковская выставка, Колодино, Кочнева гора, Жабья слободка, Заболото, Лубягино, Маурино, Мышкино, Насадкинская, Новораспаханная, Ногтева гора, Самино, Сорово, Софроновская, Сысоевская, Охтинский починок, Перевоз, Подгорье, Пригодино, Приречье Домгиль,  Табалина гора, Теринская, Шиловский починок, Щербинская, Якушинская, Якушинская выставка, а также лесозаготовительные предприятия: Верхнее-Лупьинский леспромхоз, Верхнее-Лупьинский лесопункт 7 км., Вохтинский лесопункт (Слудки),  Нарчугский второй лесопункт.
18 июня 1943 года из Вилегодского сельского Совета был выделен Саминский сельсовет. 7 августа 1958 года он был возвращён обратно.
На 1984 год в Вилегодском сельсовете числятся следующие населённых пункты: село Вилегодск, деревни: Васюнино, Гришинская, Дресвянка, Заболото, Лубягино, Маурино, Мышкино, Насадкинская, Новораспаханная, Ногтева гора, Клубоковская, Клубоковская Выставка, Кочнева гора, Колодино,  Пригодино, Перевоз, Теринская, Самино, Сафроновская, Слободка, Сорово, Сысоевская,  Шиловский Починок, Щербинская, Якушино.
Муниципальное образование Вилегодское сельское поселение было образовано в 2006 году.

## Население
| 2005  | 2010  | 2011  | 2012  | 2013  | 2014  | 2015  | 2016  | 2017  |
| ----- | ----- | ----- | ----- | ----- | ----- | ----- | ----- | ----- |
| 1954  | ↘1688 | ↘1680 | ↘1637 | ↘1590 | ↘1530 | ↘1489 | ↘1441 | ↘1408 |
| 2018  | 2019  | 2020  |       |       |       |       |       |       |
| ↘1358 | ↘1298 | ↘1257 |       |       |       |       |       |       |

## Состав сельского поселения
| №  | Населённый пункт      | Тип населённого пункта       | Население |
| -- | --------------------- | ---------------------------- | --------- |
| 1  | Васюнино              | деревня                      | ↗6        |
| 2  | Вилегодск             | село, административный центр | ↗274      |
| 3  | Гришинская            | деревня                      | ↗198      |
| 4  | Дресвянка             | деревня                      | ↗124      |
| 5  | Заболото              | деревня                      | ↗48       |
| 6  | Клубоковская Выставка | деревня                      | ↗4        |
| 7  | Клубоковская          | деревня                      | ↗34       |
| 8  | Колодино              | деревня                      | ↗25       |
| 9  | Кочнева Гора          | деревня                      | ↗13       |
| 10 | Лубягино              | деревня                      | ↗81       |
| 11 | Маурино               | деревня                      | ↘0        |
| 12 | Мышкино               | деревня                      | ↗16       |
| 13 | Насадкинская          | деревня                      | ↘39       |
| 14 | Новораспаханная       | деревня                      | ↗153      |
| 15 | Ногтева Гора          | деревня                      | →3        |
| 16 | Перевоз               | деревня                      | ↘7        |
| 17 | Пригодино             | деревня                      | ↘13       |
| 18 | Самино                | деревня                      | ↘45       |
| 19 | Сафроновская          | деревня                      | ↘13       |
| 20 | Слободка              | деревня                      | ↗8        |
| 21 | Сорово                | деревня                      | ↗2        |
| 22 | Сысоевская            | деревня                      | ↘16       |
| 23 | Теринская             | деревня                      | ↘125      |
| 24 | Шиловский Починок     | деревня                      | ↘0        |
| 25 | Широкий Прилук        | посёлок                      | ↗628      |
| 26 | Щербинская            | деревня                      | ↘25       |
| 27 | Якушино               | деревня                      | ↘17       |